# Aés
Aés es una localidad del municipio de Puente Viesgo (Cantabria, España). En el año 2024 contaba con una población de 218 habitantes (INE). La localidad se encuentra situada a 111 metros de altitud sobre el nivel del mar y a 1,6 kilómetros de distancia de la capital municipal, Puente Viesgo, así como a 30 de Santander.

## Arquitectura y cultura
De esta villa destacan la iglesia de san Román y el santuario de la Virgen de Gracia, ambos edificios del siglo XVII, y este último con un retablo que data del XVIII. En cuanto a arquitectura civil destacan algunas casas con blasón en la fachada en el barrio de Las Cortes, todas ellas del siglo XVII, entre ellas las de los Miranda y los Ceballos-Liaño.
Es una localidad en en valle del Pas ejemplo de respeto a la tradición del río Pas y la subsistencia de las especies como la anguila